# Газотранспортні реакції

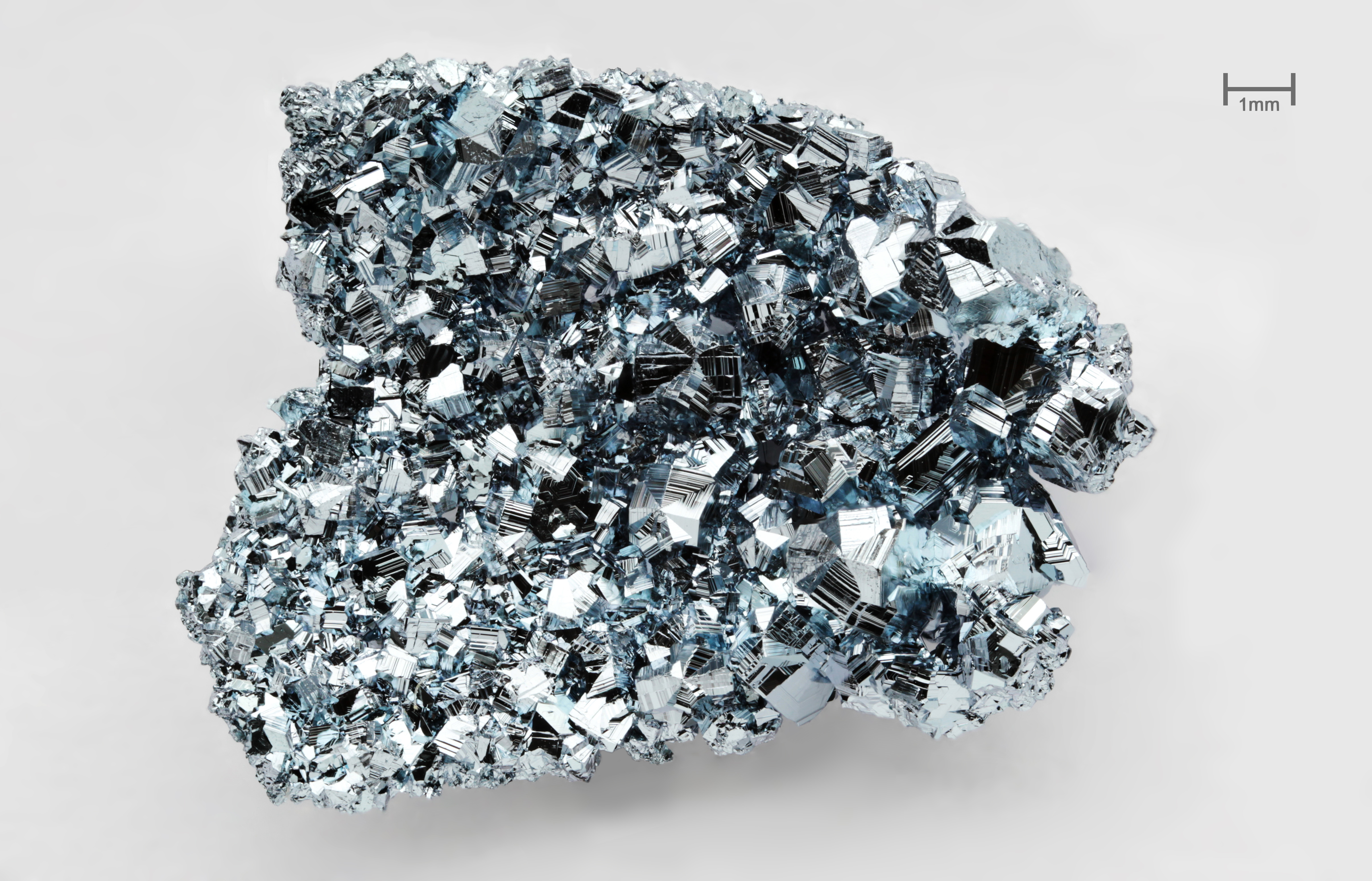
Кристалічний осмій, очищений за допомогою газотранспортної реакції з газоподібним хлором.

Газотранспортні реакції — хімічні  реакції, що протікають з участю несучого (газоподібного) та твердого компонентів при наявності двох різних температурних зон реакції Т1<T2.
При газотранспортних реакціях існує щонайменше дві газоподібні речовини: реагуючий компонент та газоподібний продукт реакції. Інший компонент, який переноситься може бути речовина у твердому чи рідкому стані. За допомогою зміни температурних зон можна змінити напрямок протікання реакції. Для цього використовують спеціальні посудини чи установки.
Метод ван Аркеля — де Бура використовується для отримання металів високої чистоти і базується на принципі газотранспортних реакцій, з утворенням йодидів відповідних металів та розкладання їх у гарячій зоні з осіданням чистого металу як твердої фази. Метод розроблений у 1925 році Антоном Едуардом ван Аркелем і Яном Гендріком де Буром.

## Принцип
Цей тип реакцій ґрунтується на здатності елементів утворювати леткі сполуки з газоподібним реагентом розкладаючи які, вдається отримати вільний від домішок елемент.
{\displaystyle \mathrm {Ti\;+2\ I_{2}\;\rightleftharpoons \;TiI_{4}} } (Реакція утворення: 600 °C; розкладу: 1200 °C)
{\displaystyle \mathrm {Ni_{(s)}+4\ CO_{(g)}\ \rightleftharpoons \ Ni(CO)_{4(g)}} }(В зоні слабкого нагрівання газоподібний монооксид вуглецю реагує з металом-сирцем, а в гарячій зоні карбоніл нікелю розкладається)
Наприклад реакція переносу MoO2 за допомогою газоподібного йоду протікає екзотермічно і MoO2 переноситься із холодної зони (700 °C) у гарячу (900 °C). 4 грами MoO2 переносяться за допомогою декількох міліграм I2 протягом декількох днів.
MoO2 + I2  MoO2I2
Газотранспортні реакції спочатку розроблені як метод у 50 роках 20 століття для синтезу та вирощування кристалів неорганічних сполук